# Принц Аг'єманг
Принц Аг'єманг (англ. Prince Agyemang; нар. 25 грудня 1994, Кумасі, Гана) — ганський футболіст, півзахисник латвійського клубу «Валміера».

## Життєпис
Народився в місті Кумасі. Вихованець ганських клубів «Ред Булл Гана» та «Райт ту Дрім». 8 березня 2014 року перейшов до представника Прем'єр-дивізіону Ліги Ірландії «Лімерик». Дебютував у новій команді шість днів по тому, вийшовши на заміну наприкінці програного (1:2) матчу проти «Дандолка».
Аг'єманг регулярно виступав у команді, перш ніж повернутися до «Райт ту Дрім» у 2015 році. Наприкінці року знову перебував у «Лімерику», але грав рідко.
У Прем'єр-лізі Гани дебютував за «Нью-Едубіанс Юнайтед» 23 квітня 2016 року в матчі проти «Асанте Котоко». 1 липня переїхав до Португалії, узгодивши на контракт зі «Спортінгом» (Ковілья) зі Сегунда-Ліги.
23 серпня 2017 року підписав контракт з іспанським клубом Сегунда Дивізіону Б «Онтіньєнт».